# ブラッツ
ブラッツ (BRATZ) は、2001年にアメリカMGA社が10代の子供向けに製造専売を始めた25.4センチメートル（10インチ）の人形。
その特徴は頭が大きく、祈るような朦朧とした目、厚ぼったい唇、小さい鼻、短い胴と細い手足で構成されている。足は踝までで甲、足裏は無い。素足パーツや靴を装着させる形をとっている。

## 歴史
玩具デザイナーのカーター・ブライアントが2000年にMGAオフィスを訪れた彼の娘ジャスミンをモデルにしたスケッチを最高経営責任者アイザック・ラリアンに提示し、そのデザインに魅了されて製作が始まった。
2001年6月 世界各都市で類を見ないファッションの流行を装ったヤスミン、クロエ、サシャ、ジェイドという最初の4体のブラッツが発表された。同年トイ・オブ・ザ・イヤーを受賞。ブラッツの映画、音楽なども製作・展開されている。
2001年8月 国内大手玩具メーカートミーが「COOL BRATZ（クールブラッツ）」をMGA社と日米同時販売すると発表。
2003年3月 国内大手玩具メーカータカラがファッションドール「BRATZ（ブラッツ）」を販売開始。
タカラとトミーが2006年3月に合併しタカラトミーとなる。同年8月上旬に「タカラトミー　ブラッツ」として販売開始。
2005年4月 MGA社はバービー人形のマイシーンをブラッツの真似であるとし、マテル社に対して訴訟を起こした。
2008年8月 バービー人形のマテル社から、ブラッツのデザインが著作権侵害にあたるとして訴訟を起こされる。その結果、MGA社側が敗訴してMGA社とアイザック・ラリアンには1億ドルの賠償命令が出された。デザイナーのカーター・ブライアントはマテル社との雇用契約で、契約期間中のデザインの著作権はマテル社に存在することになっていた。ブライアントとMGA社は、ブラッツをデザインした時期を雇用契約が切れていた時期だと主張していたが、法廷ではマテル社に在籍していた際に為されたものと認定された。マテル社は訴訟の勝利によって生産中止などの要求は一旦取り下げるものの、MGA社側は上訴を予定しており、動向が不安定である。

## ブラッツと仲間
- ヤスミン (Yasmin)
- クロエ (Cloe)
- サシャ (Sasha)
- ジェイド (Jade)
- リルブラッツ (Lil’ Bratz)
- ブラッツベイビーズ (Bratz Babyz)

## 映画
製作会社 = アード・プロダクションズ<br />MGAエンターテインメント<br />クリスタル・スカイ・プロダクションズ